# Auzits
Auzits [ozits]  est une commune française située dans le département de l'Aveyron, en région Occitanie.
Le patrimoine architectural de la commune comprend un immeuble protégé au titre des monuments historiques : l'église Saint-Maurice, classée en 1943.

## Géographie

### Localisation et communes limitrophes
La commune d'Auzits se trouve au nord-ouest  du département de l'Aveyron, dans la petite région agricole du Ségala. Elle se situe à 32 km par la route de Rodez, préfecture du département, à 43 km de Villefranche-de-Rouergue, sous-préfecture et à 9 km d'Aubin, bureau centralisateur du canton d'Enne et Alzou dont dépend la commune depuis 2015. La commune fait en outre partie du bassin de vie de Decazeville.
Les communes les plus proches sont, : Firmi (3,9 km), Cransac-les-Thermes (4,0 km), Escandolières (4,3 km), Bournazel (5,6 km), Lugan (6,1 km), Aubin (6,9 km), Noailhac (7,6 km), Saint-Christophe-Vallon (7,8 km), Goutrens (7,8 km).

### Paysages et relief
Située à égale distance de Rodez et de Figeac (35 km), Auzits est une commune rurale posée au sommet d'une colline. Son église domine la vallée. Auzits est une très vaste commune, verte et vallonnée, allant du Plateau d'Hymes à Rulhe le Haut. On y trouve de nombreux points de vue, notamment au plus haut de la commune vers le lieu-dit Hautesserre, où l'on dispose d'un panorama à 360°.

### Hydrographie

#### Réseau hydrographique

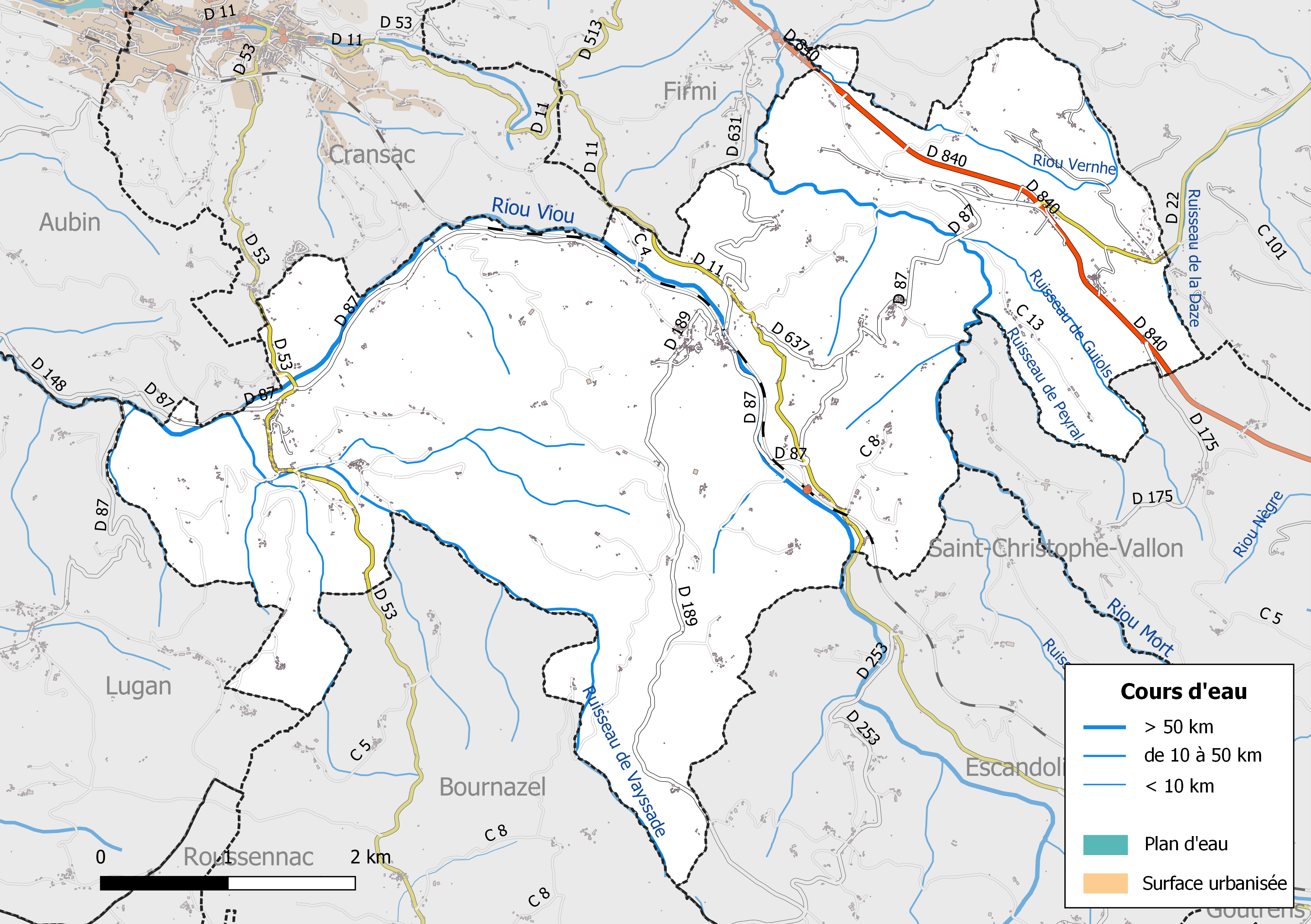
Réseaux hydrographique et routier d'Auzits.

La commune est drainée par le Riou Viou, le Riou Mort, le riou Vernhe, le ruisseau de Glassac, le ruisseau de Guiols, le ruisseau de la Daze, le ruisseau de Peyral et par divers petits cours d'eau.
Le Riou Viou, d'une longueur totale de 25,4 km, prend sa source dans la commune d'Escandolières et se jette  dans le Riou Mort à Viviez, après avoir arrosé 9 communes.
Le Riou Mort, d'une longueur totale de 23,1 km, prend sa source dans la commune d'Escandolières et se jette  dans le Lot à Boisse-Penchot, après avoir arrosé 8 communes.

#### Gestion des cours d'eau
La gestion des cours d’eau situés dans le bassin de l’Aveyron est assurée par l’établissement public d'aménagement et de gestion de l'eau (EPAGE) Aveyron amont, créé le 1er janvier 2017, en remplacement du syndicat mixte du bassin versant Aveyron amont,,.

### Climat
Pour des articles plus généraux, voir Climat de l'Occitanie et Climat de l'Aveyron.
En 2010, le climat de la commune est de type climat océanique altéré, selon une étude s'appuyant sur une série de données couvrant la période 1971-2000. En 2020, Météo-France publie une typologie des climats de la France métropolitaine dans laquelle la commune est exposée à un climat de montagne et est dans la région climatique Sud-est du Massif Central, caractérisée par une pluviométrie annuelle de 1 000 à 1 500 mm, minimale en été, maximale en automne.
Pour la période 1971-2000, la température annuelle moyenne est de 12,4 °C, avec une amplitude thermique annuelle de 15,9 °C. Le cumul annuel moyen de précipitations est de 1 021 mm, avec 11,1 jours de précipitations en janvier et 6,7 jours en juillet. Pour la période 1991-2020, la température moyenne annuelle observée sur la station météorologique la plus proche, située sur la commune de Salles-la-Source à 17 km à vol d'oiseau, est de 11,1 °C et le cumul annuel moyen de précipitations est de 869,1 mm,. Pour l'avenir, les paramètres climatiques de la commune estimés pour 2050 selon différents scénarios d'émission de gaz à effet de serre sont consultables sur un site dédié publié par Météo-France en novembre 2022.

### Milieux naturels et biodiversité
Aucun espace naturel présentant un intérêt patrimonial n'est recensé sur la commune dans l'inventaire national du patrimoine naturel,,.

## Urbanisme

### Typologie
Au 1er janvier 2024, Auzits est catégorisée commune rurale à habitat dispersé, selon la nouvelle grille communale de densité à 7 niveaux définie par l'Insee en 2022.
Elle est située hors unité urbaine. Par ailleurs la commune fait partie de l'aire d'attraction de Rodez, dont elle est une commune de la couronne,. Cette aire, qui regroupe 68 communes, est catégorisée dans les aires de 50 000 à moins de 200 000 habitants,.

### Occupation des sols

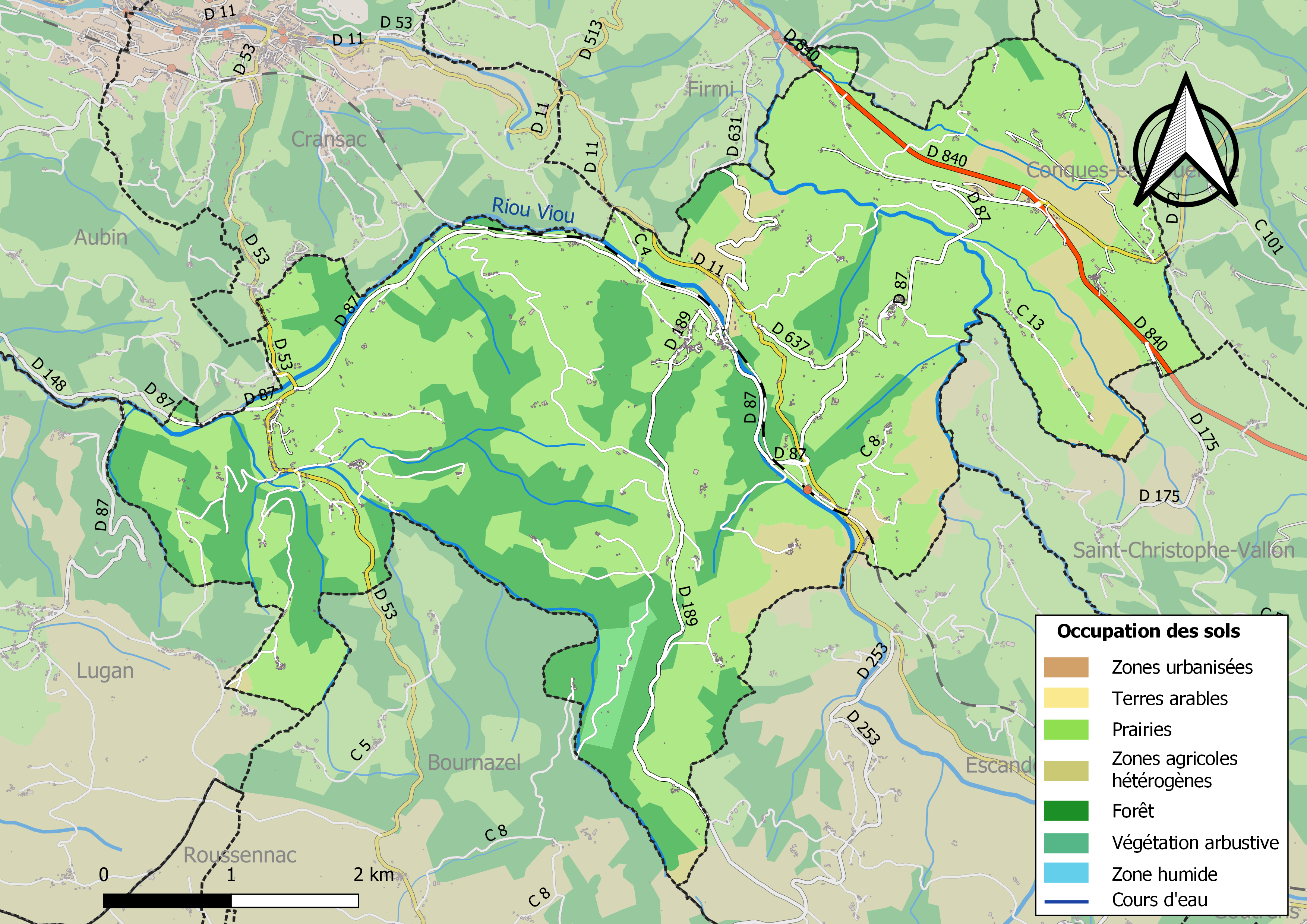
Infrastructures et occupation des sols de la commune d'Auzits.

L'occupation des sols de la commune, telle qu'elle ressort de la base de données européenne d’occupation biophysique des sols Corine Land Cover (CLC), est marquée par l'importance des territoires agricoles (73,8 % en 2018), en augmentation par rapport à 1990 (65,8 %). La répartition détaillée en 2018 est la suivante : prairies (64,8 %), forêts (24,9 %), zones agricoles hétérogènes (9 %), milieux à végétation arbustive et/ou herbacée (1,2 %).

### Planification
La loi SRU du 13 décembre 2000 a incité fortement les communes à se regrouper au sein d’un établissement public, pour déterminer les partis d’aménagement de l’espace au sein d’un SCoT, un document essentiel d’orientation stratégique des politiques publiques à une grande échelle. La commune est dans le territoire du SCoT du Centre Ouest Aveyron  approuvé en février 2020. La structure porteuse est le Pôle d'équilibre territorial et rural Centre Ouest Aveyron, qui associe neuf EPCI, notamment la communauté de communes du Pays Rignacois, dont la commune est membre.
La commune disposait en 2017 d'une carte communale approuvée.

### Risques majeurs
Le territoire de la commune d'Auzits est vulnérable à différents aléas naturels : climatiques (hiver exceptionnel ou canicule), feux de forêts et séisme (sismicité faible).
Il est également exposé à un risque technologique, le transport de matières dangereuses, et à deux risques particuliers, les risques radon et minier,.

#### Risques naturels
Le Plan départemental de protection des forêts contre les incendies découpe le département de l’Aveyron en sept « bassins de risque » et définit une sensibilité des communes à l’aléa feux de forêt (de faible à très forte). La commune est classée en sensibilité faible.

#### Risques technologiques
Le risque de transport de matières dangereuses sur la commune est lié à sa traversée par une route à fort trafic et une ligne de chemin de fer. Un accident se produisant sur de telles infrastructures est en effet susceptible d’avoir des effets graves au bâti ou aux personnes jusqu’à 350 m, selon la nature du matériau transporté. Des dispositions d’urbanisme peuvent être préconisées en conséquence.

#### Risques particuliers
La commune est concernée par le risque minier, principalement lié à l’évolution des cavités souterraines laissées à l’abandon et sans entretien après l’exploitation des mines.
Dans plusieurs parties du territoire national, le radon, accumulé dans certains logements ou autres locaux, peut constituer une source significative d’exposition de la population aux rayonnements ionisants. Toutes les communes du département sont concernées par le risque radon à un niveau plus ou moins élevé. La commune d’Auzits est classée à risque moyen à élevé.

## Histoire
Auzits est un village de l'Aveyron riche en histoire. À travers les époques, il connut de profondes mutations. Le village est découpé en trois hameaux : Le Château, La Planque et L'Hôpital.

### Moyen Âge
En 1358, les Anglais envahissent ce petit bout d'Aveyron et s'y installent pendant une trentaine d'années. On attribue encore de nos jours, de nombreuses expressions locales, noms de villages, fêtes à cet envahisseur venu du nord. En 1398, après le retrait des Anglais, le château fort d'Auzits est laissé à l'abandon. Ses habitants désireux de ne point connaître une famille seigneuriale à nouveau, décidèrent collégialement de construire sur les ruines de ce château la nouvelle église du village. Juchée sur ce piton rocheux, surplombant la vallée, assise sur de puissants contreforts, le donjon fut transformé en clocher. Les pierres de la seconde tour furent récupérées pour construire la nef centrale de l'église, l'actuelle église Saint-Maurice.

### Les Hospitaliers
À l'époque des chevaliers, seigneurs, Auzits qui se situe sur la route de Saint-Jacques-de-Compostelle (chemin allant de Conques vers le Villefranchois) fut une étape importante pour tous ces pèlerins en quête de spiritualité. En effet, non loin du village actuel, une petite chapelle, nommée Chapelle de l'Hôpital, accueillait les personnes malades, fatiguées, ou mourantes. Sous la responsabilité des Hospitaliers de l'ordre de Saint-Jean de Jérusalem dont la présence est avérée avant 1155, la chapelle attenante à cet hospice est de nos jours encore en très bon état. En 1250, l'évêque de Rodez donne à la « maison de l'Hôpital d'Ausitz » les églises de Hauteserre, Rulhe et Abirac en échange de celles de Cabanes et de La Selve,. Ce nouveau territoire constitue une  commanderie, autrement dit une seigneurie à part entière. En 1261, Auzits et Lugan avait un commandeur commun puis petit à petit Lugan prend le dessus et devient le lieu de résidence des commandeurs. Cette commanderie est absorbée par la commanderie d'Espalion au XVIIe siècle.

### Époque contemporaine

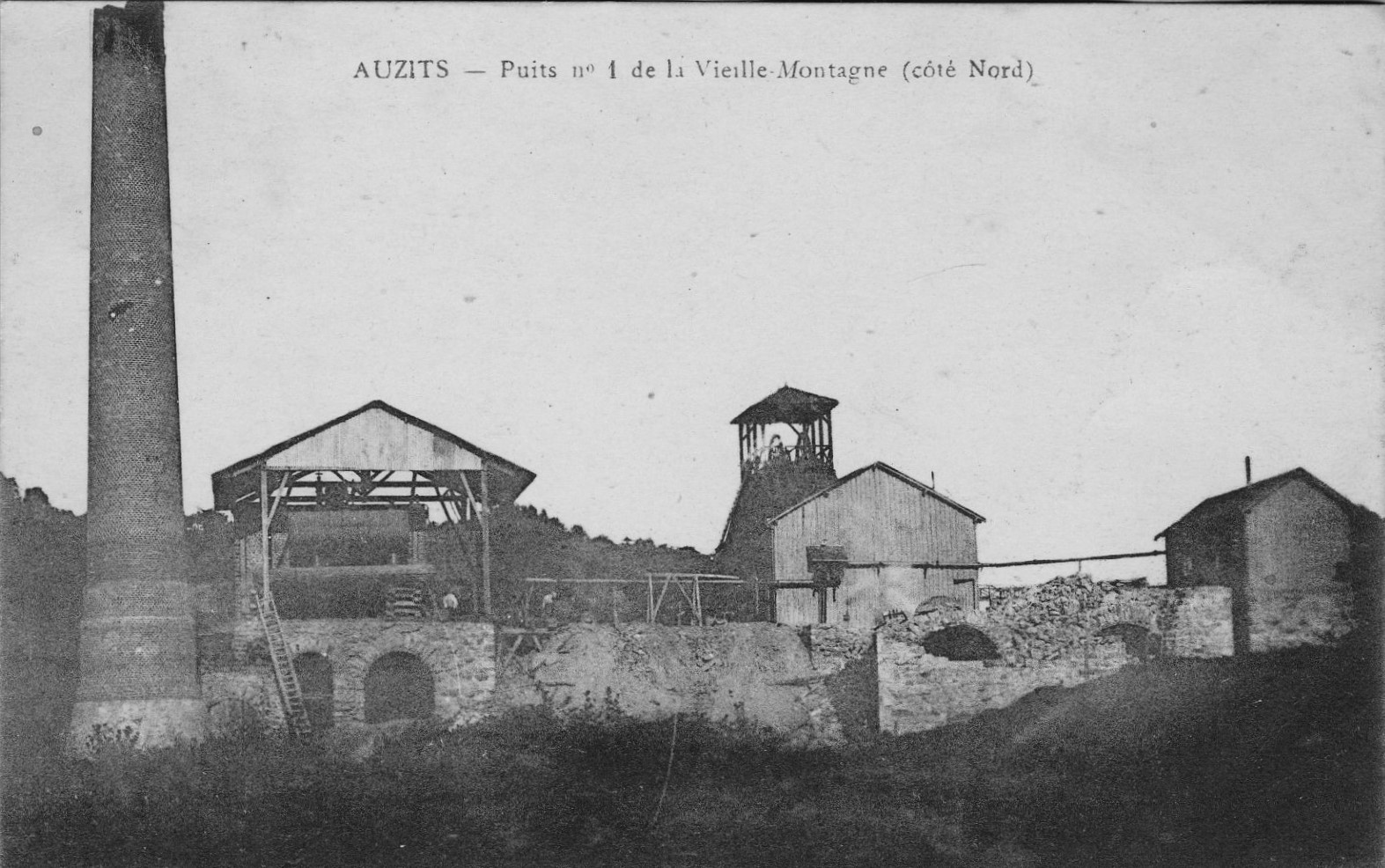
Le puits de charbon no 1 de la Vieille-Montagne.

Durant les XIXe et XXe siècles, cette commune connut un essor tout particulier grâce à l'industrie du charbon. De nombreuses familles vécurent de ce travail dont le déclin dû aux fermetures successives d'entreprises dans le bassin decazevillois, ne laissa que des vestiges encore visibles sur la route de Rulhe.

## Politique et administration

### Découpage territorial
La commune d'Auzits est membre de la communauté de communes du Pays Rignacois, un établissement public de coopération intercommunale (EPCI) à fiscalité propre créé le 29 décembre 1995 dont le siège est à Rignac. Ce dernier est par ailleurs membre d'autres groupements intercommunaux.
Sur le plan administratif, elle est rattachée à l'arrondissement de Villefranche-de-Rouergue, au département de l'Aveyron et à la région Occitanie. Sur le plan électoral, elle dépend du  canton d'Enne et Alzou pour l'élection des conseillers départementaux, depuis le redécoupage cantonal de 2014 entré en vigueur en 2015, et de la deuxième circonscription de l'Aveyron  pour les élections législatives, depuis le dernier découpage électoral de 2010.

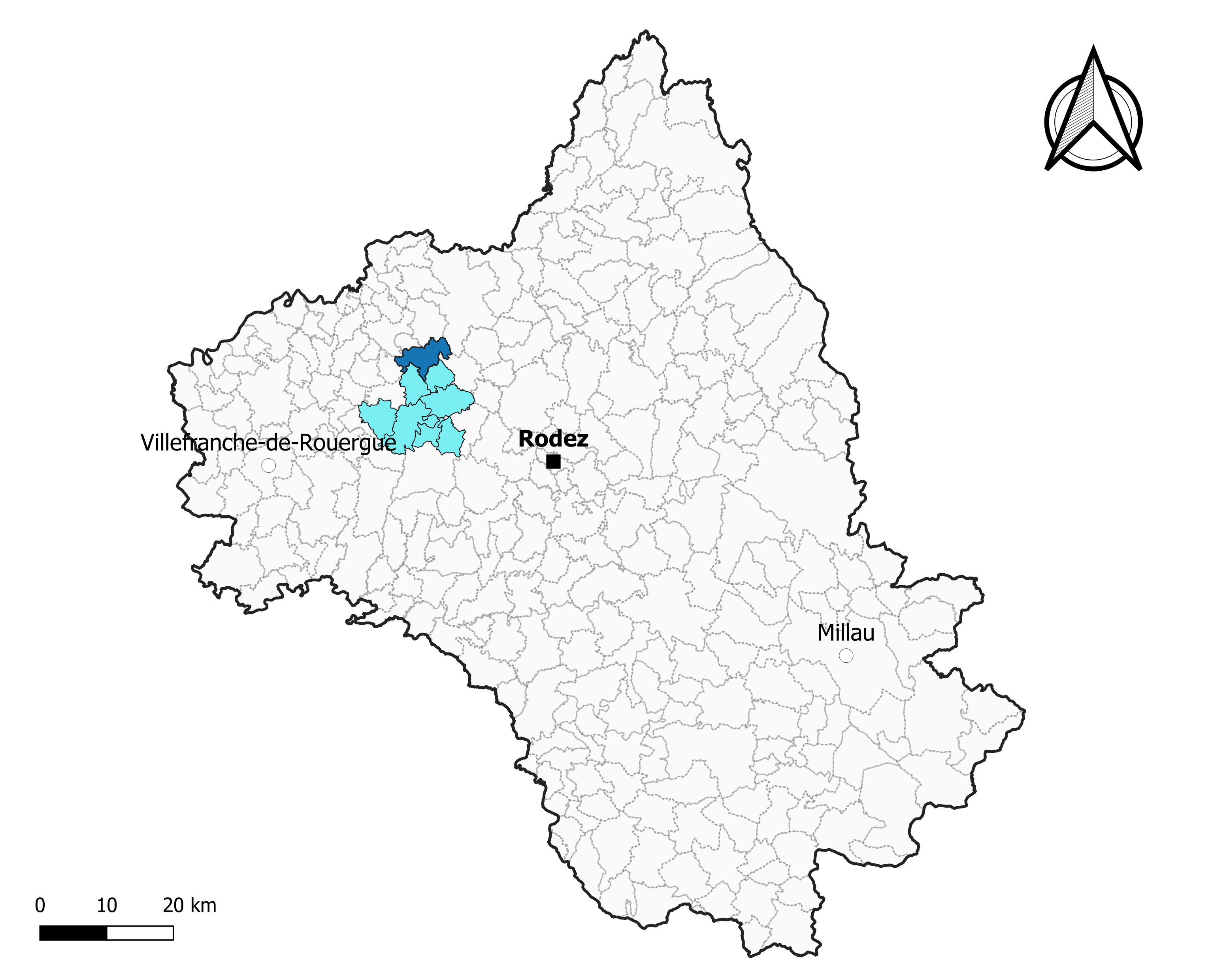
Auzits dans l'intercommunalité en 2020.
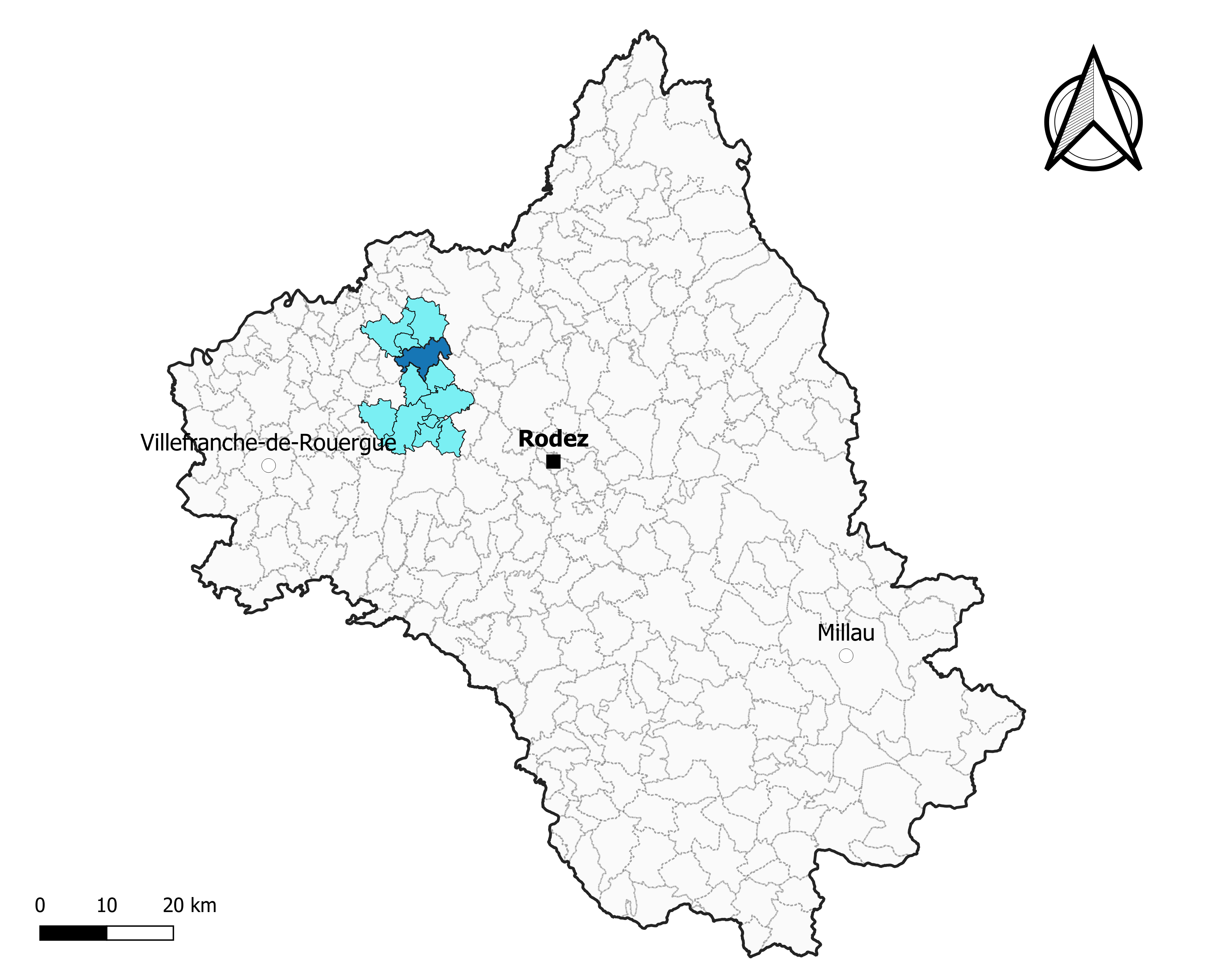
Auzits dans le canton d'Enne et Alzou en 2020.
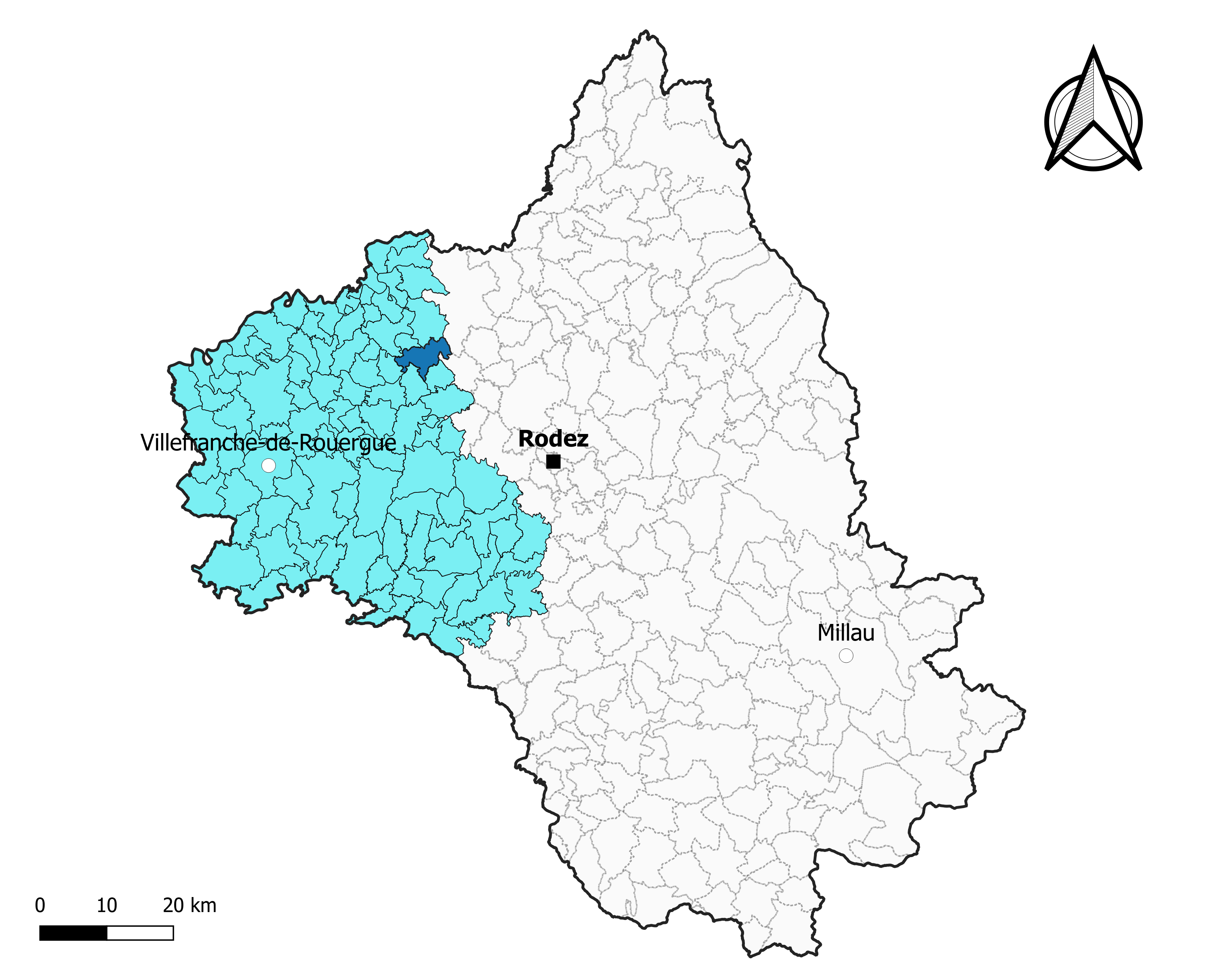
Auzits dans l'arrondissement de Villefranche-de-Rouergue en 2020.

### Élections municipales et communautaires

#### Élections de 2020
Le conseil municipal d'Auzits, commune de moins de 1 000 habitants, est élu au scrutin majoritaire plurinominal à deux tours avec candidatures isolées ou groupées et possibilité de panachage. Compte tenu de la population communale, le nombre de sièges à pourvoir lors des élections municipales de 2020 est de 15. Sur les trente et un candidats en lice, quinze sont élus dès le premier tour, le 15 mars 2020, correspondant à la totalité des sièges à pourvoir, avec un taux de participation de 48,05 %.
Benoît Olivié est élu nouveau maire de la commune le 23 mai 2020.
Dans les communes de moins de 1 000 habitants, les conseillers communautaires sont désignés parmi les conseillers municipaux élus en suivant l’ordre du tableau (maire, adjoints puis conseillers municipaux) et dans la limite du nombre de sièges attribués à la commune au sein du conseil communautaire. Quatre sièges sont attribués à la commune au sein de la communauté de communes du Pays Rignacois.

#### Liste des maires
| Période  | Période  | Identité            | Étiquette | Qualité                              |
| -------- | -------- | ------------------- | --------- | ------------------------------------ |
| 1947     | 1959     | Joseph Delsol       |           |                                      |
| 1959     | 1977     | Armand Lacombe      |           |                                      |
| 1977     | 1989     | Frédéric Bourdoncle |           |                                      |
| 1989     | 1995     | Michel Cantala      |           |                                      |
| 1995     | 2001     | Jean Bousquet       |           |                                      |
| 2001     | 2008     | Michel Cantala      |           |                                      |
| 2008     | mai 2020 | Jean-Louis Frances  |           | Sans profession déclarée             |
| mai 2020 | En cours | Benoît Olivié,      |           | Agriculteur sur moyenne exploitation |

## Démographie
L'évolution du nombre d'habitants est connue à travers les recensements de la population effectués dans la commune depuis 1793. Pour les communes de moins de 10 000 habitants, une enquête de recensement portant sur toute la population est réalisée tous les cinq ans, les populations de référence des années intermédiaires étant quant à elles estimées par interpolation ou extrapolation. Pour la commune, le premier recensement exhaustif entrant dans le cadre du nouveau dispositif a été réalisé en 2004.

En 2022, la commune comptait 813 habitants, en évolution de −5,13 % par rapport à 2016 (Aveyron : +0,37 %, France hors Mayotte : +2,11 %).
| 1793 | 1800 | 1806  | 1821  | 1831  | 1836  | 1841  | 1846  | 1851  |
| ---- | ---- | ----- | ----- | ----- | ----- | ----- | ----- | ----- |
| 455  | 426  | 1 655 | 1 999 | 1 346 | 1 236 | 1 370 | 1 424 | 1 407 |

| 1856  | 1861  | 1866  | 1872  | 1876  | 1881  | 1886  | 1891  | 1896  |
| ----- | ----- | ----- | ----- | ----- | ----- | ----- | ----- | ----- |
| 1 471 | 1 591 | 1 754 | 1 832 | 2 085 | 1 943 | 2 083 | 1 890 | 1 950 |

| 1901  | 1906  | 1911  | 1921  | 1926  | 1931  | 1936  | 1946  | 1954  |
| ----- | ----- | ----- | ----- | ----- | ----- | ----- | ----- | ----- |
| 1 968 | 1 980 | 1 771 | 1 771 | 1 680 | 1 616 | 1 547 | 1 359 | 1 377 |

| 1962  | 1968  | 1975  | 1982 | 1990 | 1999 | 2004 | 2006 | 2009 |
| ----- | ----- | ----- | ---- | ---- | ---- | ---- | ---- | ---- |
| 1 373 | 1 128 | 1 011 | 932  | 803  | 812  | 893  | 902  | 866  |

| 2014 | 2019 | 2022 | - | - | - | - | - | - |
| ---- | ---- | ---- | - | - | - | - | - | - |
| 859  | 824  | 813  | - | - | - | - | - | - |

## Économie

### Revenus
En 2018  (données Insee publiées en septembre 2021), la commune compte 358 ménages fiscaux, regroupant 771 personnes. La médiane du revenu disponible par unité de consommation est de 19 730 € (20 640 € dans le département).

### Emploi
| Division       | 2008  | 2013  | 2018  |
| -------------- | ----- | ----- | ----- |
| Commune        | 4,9 % | 6,3 % | 8,7 % |
| Département    | 5,4 % | 7,1 % | 7,1 % |
| France entière | 8,3 % | 10 %  | 10 %  |

En 2018, la population âgée de 15 à 64 ans s'élève à 500 personnes, parmi lesquelles on compte 66,2 % d'actifs (57,5 % ayant un emploi et 8,7 % de chômeurs) et 33,8 % d'inactifs,. En  2018, le taux de chômage communal (au sens du recensement) des 15-64 ans est supérieur à celui du département, mais inférieur à celui de la France, alors qu'il était inférieur à celui du département et de la France en 2008.
La commune fait partie de la couronne de l'aire d'attraction de Rodez, du fait qu'au moins 15 % des actifs travaillent dans le pôle,. Elle compte 123 emplois en 2018, contre 146 en 2013 et 125 en 2008. Le nombre d'actifs ayant un emploi résidant dans la commune est de 292, soit un indicateur de concentration d'emploi de 42 % et un taux d'activité parmi les 15 ans ou plus de 45,9 %.
Sur ces 292 actifs de 15 ans ou plus ayant un emploi, 51 travaillent dans la commune, soit 17 % des habitants. Pour se rendre au travail, 89,9 % des habitants utilisent un véhicule personnel ou de fonction à quatre roues, 0,7 % les transports en commun, 4,9 % s'y rendent en deux-roues, à vélo ou à pied et 4,5 % n'ont pas besoin de transport (travail au domicile).

### Activités hors agriculture

#### Secteurs d'activités
49 établissements sont implantés  à Auzits au 31 décembre 2019. Le tableau ci-dessous en détaille le nombre par secteur d'activité et compare les ratios avec ceux du département,.
| Secteur d'activité                                                                                        | Commune | Commune | Département |
| Secteur d'activité                                                                                        | Nombre  | %       | %           |
| --- | ------- | ------- | ----------- |
| Ensemble                                                                                                  | 49      |         |             |
| Industrie manufacturière, industries extractives et autres                                                | 7       | 14,3 %  | (17,7 %)    |
| Construction                                                                                              | 8       | 16,3 %  | (13 %)      |
| Commerce de gros et de détail, transports, hébergement et restauration                                    | 13      | 26,5 %  | (27,5 %)    |
| Activités immobilières                                                                                    | 1       | 2 %     | (4,2 %)     |
| Activités spécialisées, scientifiques et techniques et activités de services administratifs et de soutien | 10      | 20,4 %  | (12,4 %)    |
| Administration publique, enseignement, santé humaine et action sociale                                    | 4       | 8,2 %   | (12,7 %)    |
| Autres activités de services                                                                              | 6       | 12,2 %  | (7,8 %)     |

Le secteur du commerce de gros et de détail, des transports, de l'hébergement et de la restauration est prépondérant sur la commune puisqu'il représente 26,5 % du nombre total d'établissements de la commune (13 sur les 49 entreprises implantées  à Auzits), contre 27,5 % au niveau départemental.

#### Entreprises
L' entreprise ayant son siège social sur le territoire communal qui génère le plus de chiffre d'affaires en 2020 est : 
- La Rivière, commerce de gros (commerce interentreprises) de parfumerie et de produits de beauté (4 406 k€)

### Agriculture
La commune est dans le Segala, une petite région agricole occupant l'ouest du département de l'Aveyron. En 2020, l'orientation technico-économique de l'agriculture  sur la commune est l'élevage bovin, orientation mixte lait et viande.
|               | 1988  | 2000 | 2010 | 2020 |
| ------------- | ----- | ---- | ---- | ---- |
| Exploitations | 94    | 53   | 36   | 33   |
| SAU (ha)      | 1 424 | 1428 | 1151 | 1086 |

Le nombre d'exploitations agricoles en activité et ayant leur siège dans la commune est passé de 94 lors du recensement agricole de 1988  à 53 en 2000 puis à 36 en 2010 et enfin à 33 en 2020, soit une baisse de 65 % en 32 ans. Le même mouvement est observé à l'échelle du département qui a perdu pendant cette période 51 % de ses exploitations,. La surface agricole utilisée sur la commune a également diminué, passant de 1 424 ha en 1988 à 1 086 ha en 2020. Parallèlement la surface agricole utilisée moyenne par exploitation a augmenté, passant de 15 à 33 ha.

## Culture locale et patrimoine

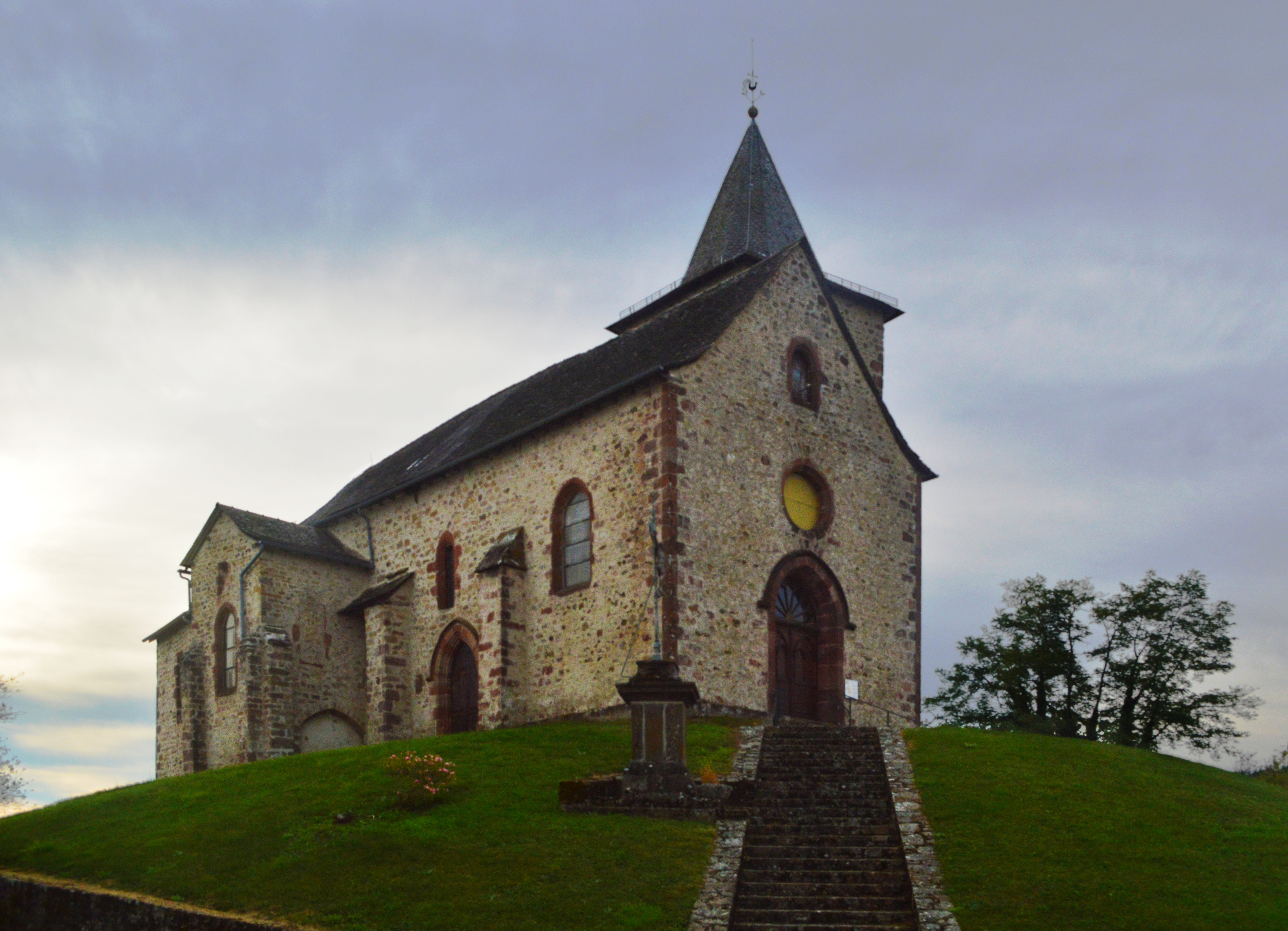
Église Saint-Maurice

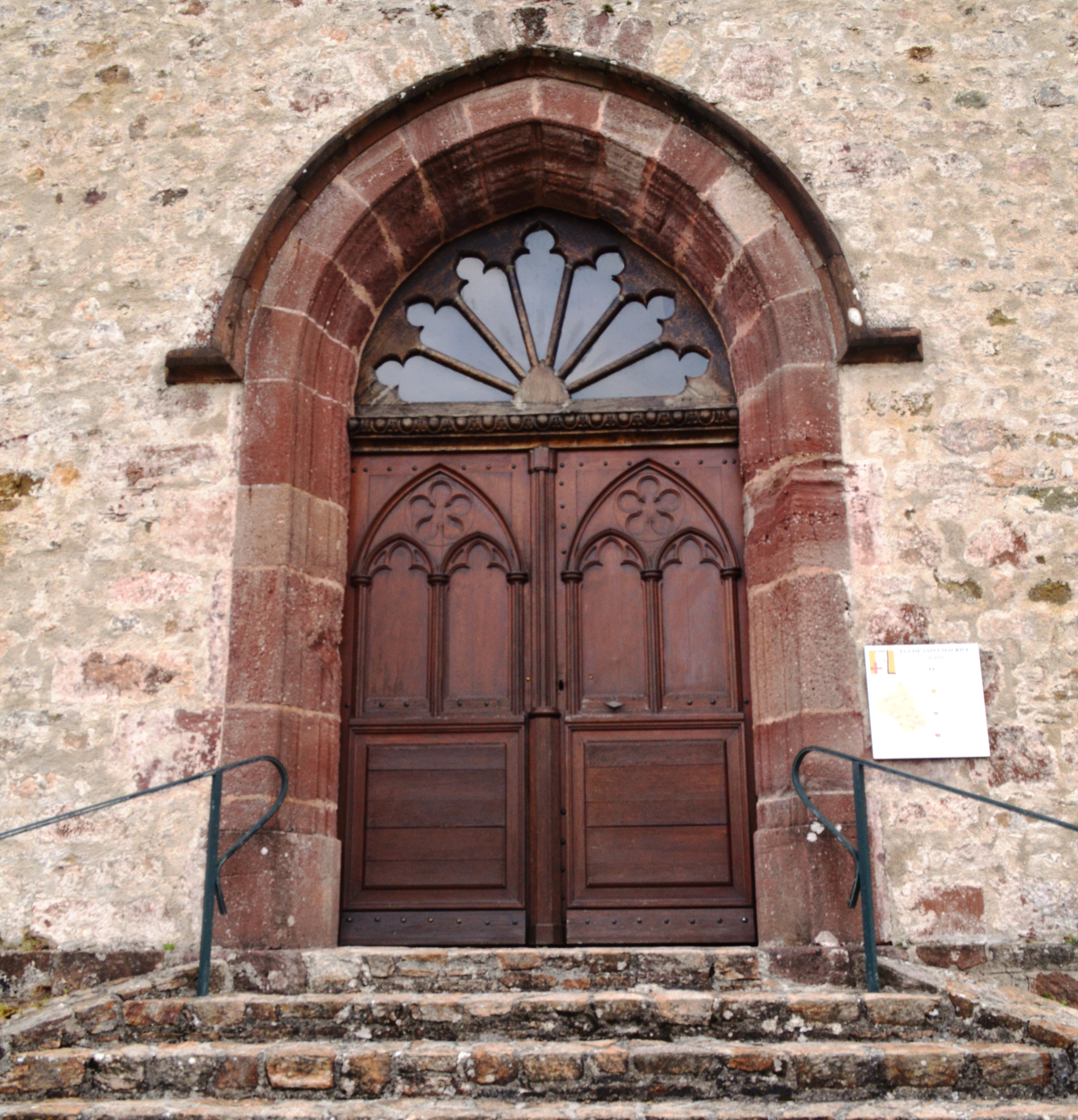
Portail d'entrée de l'église Saint-Maurice

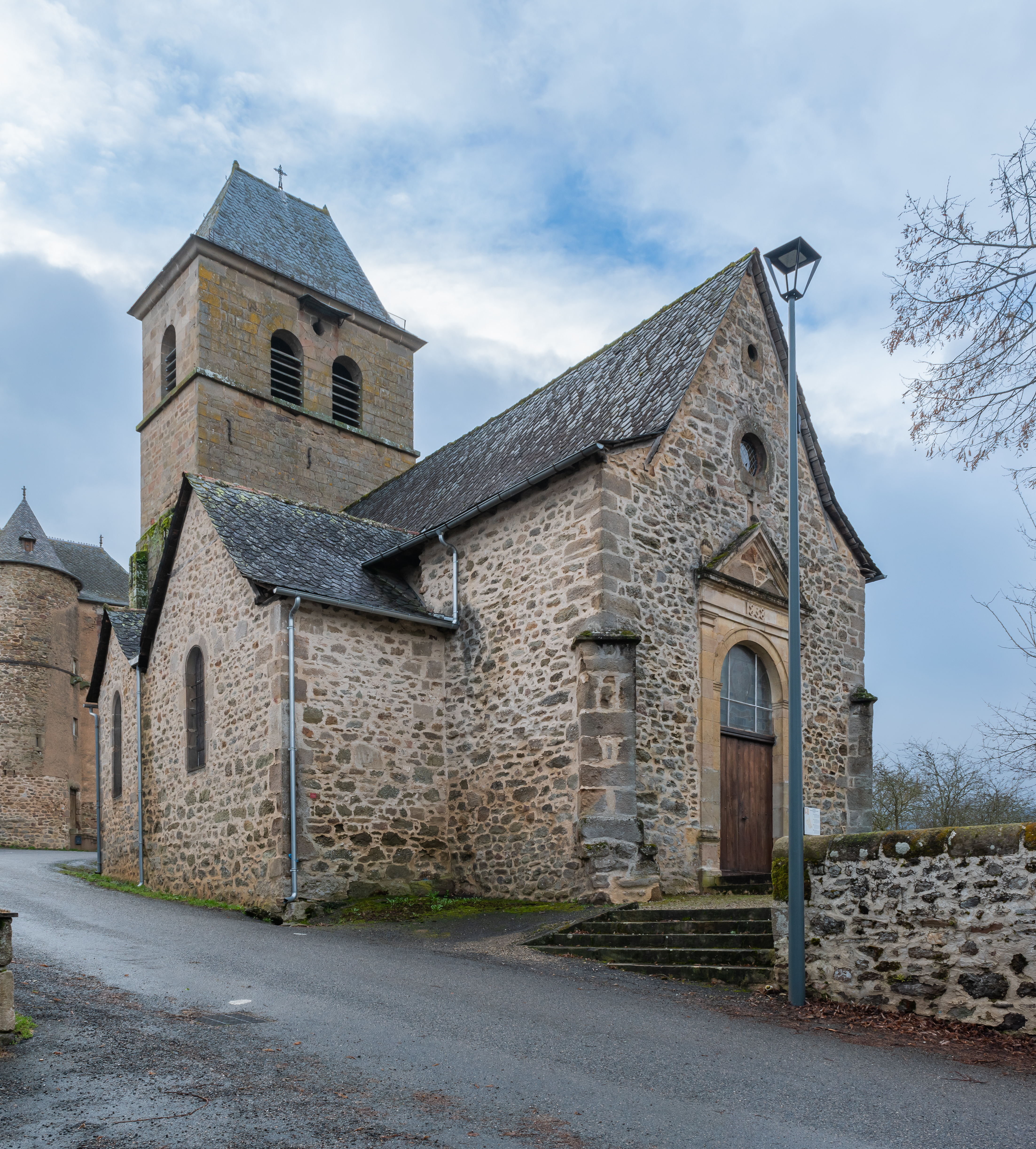
Église Saint-Étienne de Rulhe Haut

### Lieux et monuments

#### Édifices religieux

##### Église Saint-Maurice
L'église Saint-Maurice d'Auzits est un édifice curieux de par son architecture. La crypte  Inscrit MH (1943), orientée à l'est est une partie de l'ancienne chapelle du château. Longtemps délaissés par ses habitants, ces lieux sont aujourd'hui libres d'accès pour des visites. Ornée de peintures murales datant du XIVe siècle, cette crypte est l'un des joyaux de l'Aveyron du Moyen Âge.
À l'intérieur de l'église, le retable, composé de bois, décrit dans ses sculptures l'épopée de Saint-Maurice. Au centre, un tableau met en scène Jacques de Mauléon de Labastide, chevalier de l'ordre de Saint-Jean de Jérusalem. Dérobés en 2001, de multiples trésors ne sont plus présents dans ce lieu sacré. Notamment, une Vierge à l'enfant, datant du XVIe siècle, en bois polychrome et doré à l'or fin.
- Chapelle Notre-Dame de Hauteserre.
- Chapelle Saint-Jean de l'hôpital d'Auzits, dont les restes après la révolution de l'hôpital fondé par les Hospitaliers de  l'ordre de Saint-Jean de Jérusalem se trouvent dans le cimetière de Auzits[59].
- Église Saint-Étienne de Rulhe Haut, les deux travées de la nef ont été édifiées par les Hospitaliers de l'ordre de Saint-Jean de Jérusalem[59].
- Croix classée de Hymes.

#### Édifices civils
- Vestiges du château fort. Bien avant que l'église actuelle soit construite, un château fort dominait cette vallée verdoyante. Ce château comprenait deux tours, des contreforts et remparts imposants, un pont levis, des douves, une crypte...
- Villages pittoresques d'Auzits et de Rulhe le haut.

### Personnalités liées à la commune
- Raoul Follereau, écrivain et journaliste.

### Héraldique
| Blason de Auzits | Blason  | Écartelé : au 1er de gueules à un léopard lionné d'or, au 2e d'argent à une croix de Malte de sable, au 3e d'argent aux lettres A, H et R de sable ordonnées la 1re en chef, la 2e au flanc dextre et la 3e en pointe à senestre, au 4e de gueules à une croix cléchée, vidée et pommetée de douze pièces d'or. |
| Blason de Auzits | Détails | Le statut officiel du blason reste à déterminer. |